# Гопкалит

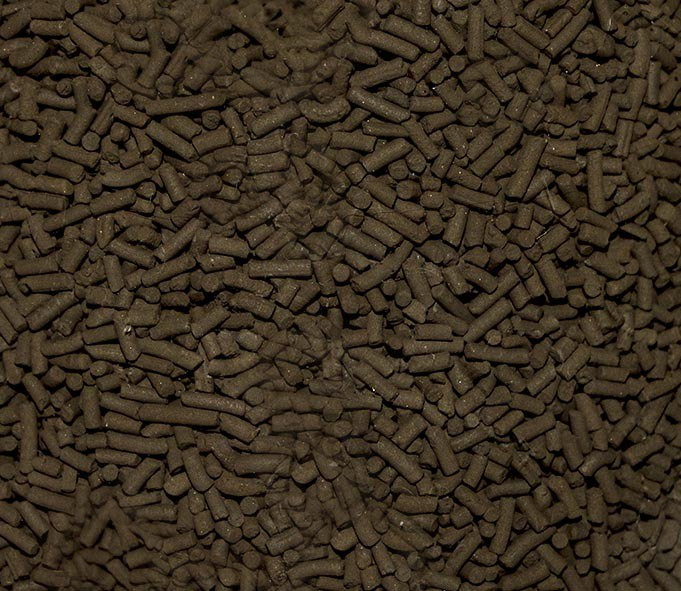
Гранулы гопкалита

Гопкали́т (англ. hopcalite) — катализатор, на котором монооксид углерода (CO) окисляется кислородом воздуха до диоксида углерода. Состоит, как правило, из смеси оксида марганца(IV) и оксида меди(II) (классический гопкалит), а также с добавками оксида серебра и оксида никеля(III) (т. н. гопкалит I).

## Получение
Хотя обычно катализаторы на основе гопкалита получают путём прокаливания однородных смесей оксидов и карбонатов, для производства гопкалитов в лабораторных и промышленных масштабах чаще всего применяются различные методы, такие как механическое перемешивание тонкодисперсных оксидов металлов, соосаждение из растворов их солей, термическое разложение смесей нитратов и карбонатов металлов, одностадийный синтез посредством пиролиза пламенным распылением из органических и неорганических веществ-предшественников. Также описаны наноразмерные гопкалитные катализаторы.
Хотя катализаторы на основе гопкалита использовались на практике в течение десятилетий, многие вопросы относительно механизма их действия всё ещё остаются открытыми. Это связано с их сложной структурой, затрудняющей получение информации об активных центрах и механизмах катализа и дезактивации. Предлагалась модель, в которой механизм действия объясняется адсорбцией монооксида углерода и кислорода на поверхности оксидов металлов с образованием комплекса [CO3]:
CO(газ) = CO(адс.),
O2 (газ) = O2(адс.),
CO(адс.) + O2(адс.) = [CO3](адс.).
Далее происходит реакция комплекса с избытком адсорбированного CO:
CO(адс.) + [CO3](адс.) = 2CO2 (газ).

## Применение
Гопкалит находит широкое применение в средствах индивидуальной защиты органов дыхания (СИЗОД) и средствах коллективной защиты. Долгое время гопкалит применялся при производстве дополнительных патронов ДП-1 для фильтрующих противогазов. Дополнительный патрон ДП-1 получили широкую известность под названием "гопкалитовый патрон". В настоящее время выпуск дополнительных патронов ДП-1 прекращен. Тем не менее, гопкалит по-прежнему широко распространен при производстве СИЗОД. На его основе разработаны и серийно производятся комплекты фильтров специальных ПЗУ-ПК, комбинированных фильтров ВК 450 и большое количество разнообразных промышленных фильтров марки SX(CO) для фильтрующих противогазов; фильтрующие самоспасатели, предназначенные для использования в условиях пожаров, такие как: ГДЗК-EN, ГДЗК-У, ГДЗК-А и другие, а также фильтрующие самоспасатели для горнорабочих СПП-4. Также гопкалит применяется в приборах для контроля над содержанием монооксида углерода (CO) в помещениях. Действие приборов основано на регистрации теплоты, выделяющейся при каталитическом окислении монооксида углерода (CO) до диоксида углерода (CO2). Водяные пары отравляют катализатор. Для защиты от паров воды вводят дополнительный фильтр-осушитель, например, на основе силикагеля.
Хотя в основном гопкалит используется для катализа превращения CO в CO2, он также иногда применяется для очистки газовой смеси от окиси этилена и других летучих органических соединений, а также озона. Кроме того, гопкалит катализирует окисление различных органических соединений при повышенных температурах (200–500 °C).
Также имеются данные по применению гопкалита в качестве стабилизатора состава газовой среды в CO2-лазерах.

## Производство в Российской Федерации
В Российской Федерации существует только одно предприятие, осуществляющее производство гопкалита — ОАО "Электростальский химико-механический завод имени Н. Д. Зелинского", расположенное в городе Электростали Московской области.